# Денди (теленовела)
„Денди“ (на испански: El Dandy) е мексиканска теленовела от 2015 г., произведена от колумбийската компания Teleset за мексиканската Телевиса и американската Sony Pictures Television, базирана на американския игрален филм Дони Браско, режисиран от Майк Нюъл през 1997 г.
В главните роли са Алфонсо Ерера, Дамян Алкасар и Итаиса Мачадо.

## Сюжет
Вдъхновен от американската драма Дони Браско, Денди разказва историята на преподавател по право, който е нает от главния прокурор да участва в програма, за да проникне в един от най-известните наркокартели в град Мексико. С фалшивото име Даниел „Денди“ Брачо започва да опознава членовете на нелегалната мрежа. Той бързо осъзнава, че съобразителността му за полицейската работа е сравнима с усещането на опасност, живеейки на пълни обороти. По дългия път, Брачо се възползва от помощта на дребния, лоялен и корумпиран престъпник Хуан Антонио „Ел Чуеко“, с когото бързо се сприятеляват. Опасността приближава, когато „Ел Чуеко“ е напът да разкрие истинската самоличност на Даниел. Много по-дълбоко Брачо се замесва с мафията, налага се да избира между живота на почтен гражданин или напълно да прегърне пристъпния си живот.

## Актьори
Част от актьорския състав:
- Алфонсо Ерера – Хосе Монтаньо / Даниел „Денди“ Брачо
- Дамян Алкасар – Хуан Антонио Рамирес Трехо „Ел Чуеко“
- Габриела Роел – Мария Луиса
- Итаиса Мачадо – Летисия Албаран
- Дагоберто Гама – Хосе Луис Самакона
- Ернан Мендоса – Хуан Карлос Галиндо Лоса
- Даниел Маритинес – Филиберто Ортега
- Карлос Валенсия – Диас
- Елба Хименес – Марсела
- Оливер Авенданьо – Ричи Диас
- Роберто Карло
- Алехандро Спейцер
- Едуардо Реса

## Премиера
Премиерата на Денди е на 30 октомври 2015 г. по канал TNT Series. Последният 70. епизод е излъчен на 10 март 2016 г.